# Freilassing–Berchtesgaden-vasútvonal

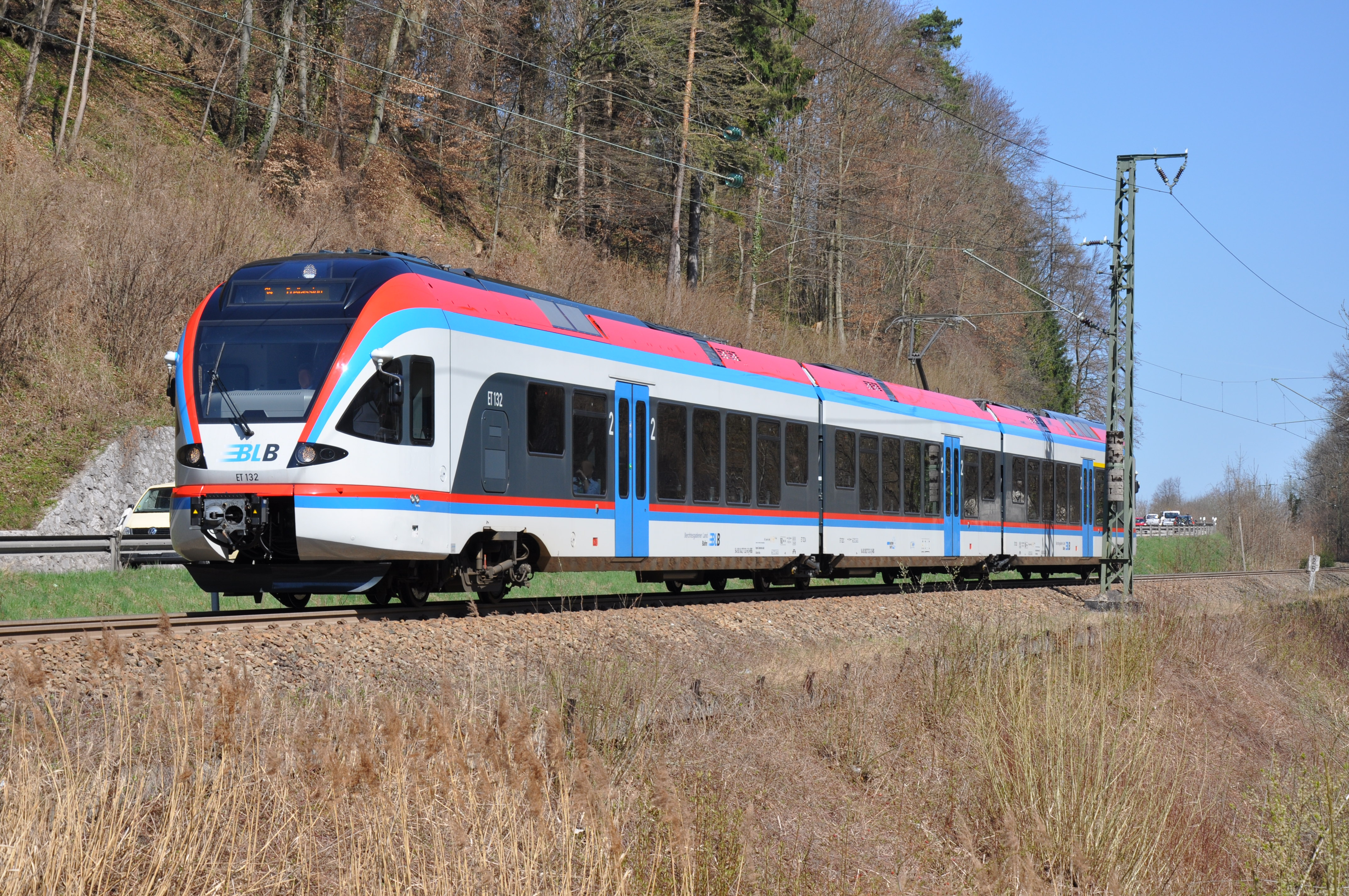
Egy BLB villamos motorvonat a vasútvonalon

A Freilassing–Berchtesgaden-vasútvonal egy 33,6 km hosszú, normál nyomtávolságú, egyvágányú, 15 kV 16,7 Hz-cel villamosított regionális vasútvonal Bajorországban Freilassing és Berchtesgaden között. A vasútvonalon a Berchtesgadener Land Bahn társaság háromrészes Stadler FLIRT motorvonatai közlekednek.